# DBASE
dBASE är en databashanterare och ett programutvecklingsverktyg. dBase var en av de stora relationsdatabaserna under 1980- och 1990-talen. Programmet utvecklades av programföretaget Ashton-Tate.
Under programmets storhetstid, kanske främst dBASE III, fanns importmöjligheter i de flesta ordbehandlingsprogram för filer skrivna i filformat som dBASE III använde. Senare utvecklade relationsdatabaser marknadsförde sig ofta som kompatibla med dBASE III. dBASE IV var en ytterligare utveckling av programmet. Programmet byggde på enkel grafik och var därför mycket snabbare än de första databaserna som utvecklades för Windows (WYSIWYG). Programföretaget Borland köpte rättigheterna och lanserade dBASE IV version 2.0, med inbyggd SQL.
Även dBASE överfördes till Windowsmiljö (dBASE IV för Windows), men då hade konkurrensen hårdnat och nya program i PC-miljö för hantering av databaser hade växt fram, till exempel FoxPro, DataFlex och Access. En annan stor relationsdatabas var Oracle som även den fanns att tillgå för PC.
dBASE fanns även i ett enklare utförande kallat Rapidfile. Det programmet var ett rent tabellhanteringsprogram. Det kunde läsa och skapa filer i dBASE-format samt hantera tabellstrukturer på ett liknande sätt som dBASE, med både tabelläge och vyer över enskilda poster. Någon möjlighet att skapa relationer mellan tabellerna fanns dock inte.
Idag[sedan när?] vidareutvecklas dBASE av företaget dBase LLC. Det har ett wysiswyg-gränssnitt. Ett objektorienterat programmeringsspråk.
Stöd för ett stort antal databasrutiner. ODBC kopplingar.